# Dia internacional do xadrez
Dia internacional do xadrez celebra-se anualmente a 20 de julho, comemorando o dia em que se fundou a Federação Internacional de Xadrez (FIDE) em 1924.
A ideia de celebrar neste dia como o dia internacional do xadrez foi proposta pela UNESCO, e tem sido celebrada desde o ano 1966, após que foi estabelecido pela FIDE. A FIDE, que tem 181 federações de xadrez como membros, organiza eventos e concorrências de xadrez em todo mundo neste dia. Somente em 2013, no dia internacional de xadrez celebrou-se em 178 países, segundo o ex-presidente da FIDE, Kirsan Ilyumzhinov.
Este dia é celebrado por muitos dos 605 milhões de jogadores regulares de xadrez de todo mundo. Em 2012, uma amostragem de Yougov mostrou que "um surpreendentemente estável 70%" da população adulta tem jogado xadrez em algum momento das suas vidas". Esta estatística é aproximadamente a mesma em países tão diversos como os Estados Unidos, o Reino Unido, Alemanha, Rússia e Índia.